# 開陽郡
開陽郡，中国南北朝、唐朝时设置的郡。
- 南朝梁置開陽郡，属泷州。治所在开阳县（今广东罗定市东南五十里）。辖境相当今广东省罗定市、信宜市北部，及广西壮族自治区岑溪市东南部。南朝陈沿置，隋文帝开皇九年（589年）废除開陽郡，開陽县直属泷州。
- 唐玄宗天宝元年（742年），改泷州置開陽郡。治所在泷水县（今广东省罗定市南百里）。辖境相当今广东省罗定市一带。下辖泷水县、正义县（今广东省罗定市扶合镇）、安南县（今广东省罗定市泗纶镇）、建水县（今广东省罗定市南）、開陽县（今广东省罗定市船步镇旧县村）。唐肃宗乾元元年（758年）复改为泷州。